# Saskia Schirmer
Saskia Schirmer (18 de diciembre de 2003) es una deportista alemana que compite en luge en la modalidad doble. Ganó una medalla de oro en el Campeonato Mundial de Luge de 2024, en la prueba por equipo.

## Palmarés internacional
| Campeonato Mundial | Campeonato Mundial   | Campeonato Mundial | Campeonato Mundial |
| Año                | Lugar                | Medalla            | Prueba             |
| ------------------ | -------------------- | ------------------ | ------------------ |
| 2024               | Altenberg (Alemania) | Medalla de oro     | Equipo             |